# Viktor Sidjak
Viktor Sidjak (ryska: Виктор Александрович Сидяк), född den 24 november 1943 i Anzjero-Sudzjensk, Ryssland, är en sovjetisk fäktare som bland annat tog OS-guld i herrarnas lagtävling i sabel i samband med de olympiska fäktningstävlingarna 1980 i Moskva.